# Bence Demeter
Bence Demeter (Székesfehérvár, 20 de março de 1990) é um pentatleta húngaro. 

## Carreira
Demeter representou seu país nos Jogos Olímpicos de Verão de 2016, terminando na 17ª colocação.